# 偉人の来る部屋
『偉人の来る部屋』（いじんのくるへや）は、2009年10月5日から2009年12月28日まで毎週月曜 23:00〜23:30にTOKYO MXで放送していたテレビドラマ、もしくはその劇中で放映されている架空のトーク番組のタイトルである。全13話。
ソニー・ミュージックエンタテインメントが、2009年4月よりTOKYO MX及びテレビ神奈川でスタートさせたプロジェクト「E!TV」のうちの一番組である。

## 概要
歴史上の偉人達を一時的にタイムスリップさせ、架空のトークバラエティー番組「偉人の来る部屋」へゲストとして招待。MCの二人が様々なコーナーを通して、偉人達の本音や想いなどを聞き出す・・・という形を取ったトークバラエティードラマ。
基本的には一話完結形式であり、毎回一人もしくは一組の偉人らがゲストとして登場する。
また毎回ドラマのオープニング・エンディングには白い部屋の中に佇むMCの二人とその会話が映し出され、「偉人の来る部屋」が誕生した理由と「忘却の大晦日」の謎が徐々に解明されていく。

## 登場人物
天海時男（あまみ ときお） - 片桐仁
劇中のトーク番組「偉人の来る部屋」の司会をつとめる謎の男。番組中では木の葉を「ちゃん」付けで呼び対等に話すが、実際は彼のほうが木の葉に仕える立場である模様。「忘却の大晦日」と呼ばれる2009年12月31日までにこの番組を通じて何かを「学習する」使命があるらしい・・・。
木の葉（このは） - 荒井萌
劇中のトーク番組「偉人の来る部屋」で天海時男のアシスタントを務める歴史好きな謎の少女。トーク番組中ではアシスタントだが、実際は彼女が時男より立場は上である模様。この番組を通じて時男に何かを「学習」させようとしている。
那須与一（なす の よいち） - 松尾英太郎
扇の的を射抜く話で有名な平安時代の武将。番組内のコーナー「与一のヤブサメルーレット」でルーレット式の的に矢を放ち、トークテーマを決める役割を務めるため、スタジオ奥のスペースに甲冑姿で陣取っている。一言も喋らないが、その分表情は豊か。
基本的に矢を放つ以外トーク番組中での役目はない（同じ時代の人物（源頼朝や平清盛）の回のときは、その言葉に反応を見せるなどストーリーにかかわることもある）ため、出番以外はテレビゲームに熱中したり食事をしたり寝ていたりすることも。

## 架空のトークバラエティー番組としての「偉人の来る部屋」
毎回一人もしくは一組の偉人らを「偉人の来る部屋」のゲストとして招待し、毎回「与一のヤブサメルーレット」を含めた2つのコーナーを通して偉人の本音を聞き出す。
なお、ゲストとして招いた偉人達が「偉人の来る部屋」に滞在できるのは20分のみ。その時間を超えてしまうと元の時代へは戻れなくなってしまい、歴史の流れに大きな歪みができてしまうとのこと。過ちが起きぬよう、毎回アシスタントの木の葉が手持ちの懐中時計にて時間を計測している。

### コーナー
与一のヤブサメルーレット
毎回必ず行われるコーナー。
スタジオ内に設置されたルーレット状の回転する的へ向かって那須与一が矢を放ち、矢が刺さったゾーンに書かれたテーマに沿ってトークを進めていく。
ルーレットは6つの「注目の的」が設定されており、それぞれが登場するゲストにちなんだトークテーマとなっている。
ルーレット回転中は「どこに刺さるの〜どこに刺さるの〜一発必中！」とMCの二人が歌い、矢が刺さった後は木の葉が一発芸を披露するのが恒例となっている。
偉人にまつわるエトセトラ
ゲストに縁のある人物が、ゲスト宛に向けて手紙を書いており、その手紙を木の葉が代読する。BGMとしてオリジナルのアコーディオン曲が流れる。
時空目安箱
スタジオに「時空目安箱」なる箱が出現。その箱の中には、ある時代のある人からゲスト宛に届いた悩み相談の手紙が入っており、ゲストに解決してもらおうというコーナー。

## ストーリー

### 第一回
偉人ゲスト：織田信長 （山中聡）
- 番組内コーナー ：「与一のヤブサメルーレット」「偉人にまつわるエトセトラ」

「与一のヤブサメルーレット」の的：「桶狭間の話」「延暦寺焼き討ちの話」「ホトトギスの話」「怖いものの話」「大好きな森蘭丸の話」「本能寺の変の話」
「偉人にまつわるエトセトラ」：明智光秀からの手紙
- 「現代への遺言」：〜わしは自分の人生に、微塵も悔いはない。そのように日々生きてきたからだ〜

### 第二回
偉人ゲスト：宮本武蔵（井上正大）
- 番組内コーナー ：「与一のヤブサメルーレット」「時空目安箱」

「与一のヤブサメルーレット」の的：「武勇伝の話」「五輪書の話」「二刀流誕生の話」「巌流島の話」「侍の美学の話」「涙に濡れた関ヶ原の話」
「時空目安箱」：就活中のT大生からの手紙
- 「現代への遺言」：〜時代の流れに逆らっても「やりたい」と思えるものを見つけろ！後悔しないこと、それが生きるということだ！〜

### 第三回
偉人ゲスト：源頼朝（篠井英介）
- 番組内コーナー ：「与一のヤブサメルーレット」「偉人にまつわるエトセトラ」

「与一のヤブサメルーレット」の的 - 「いい箱の話」「ライバル・平氏の話」「兄弟喧嘩の話」「伊豆国への流刑の話」「壇ノ浦の裏話」「憧れの征夷大将軍の話」
「偉人にまつわるエトセトラ」：源義経からの手紙
- 「現代への遺言」：〜何かを恨む暇があったら、悔いなく死ねるよう策を練ることですね〜

### 第四回
偉人ゲスト：新撰組 - 近藤勇（永野宗典）、土方歳三（ムロツヨシ）、沖田総司（本多力）
- 番組内コーナー ：「与一のヤブサメルーレット」「偉人にまつわるエトセトラ」

「与一のヤブサメルーレット」の的：「新鮮な剣の話」「新鮮な恋の話」「新鮮な出世の話」「新鮮な法度の話」「新鮮な魚介類の話」「新鮮なお野菜の話」
「偉人にまつわるエトセトラ」：徳川慶喜からの手紙
- 「現代への遺言」：〜男は「誠」の侍にならないといけない〜

### 第五回
偉人ゲスト：紫式部（野波麻帆）
- 番組内コーナー ：「与一のヤブサメルーレット」「偉人にまつわるエトセトラ」

「与一のヤブサメルーレット」の的：「大人の恋の話」「源氏物語の話」「十二単の裏話」「小倉百人一首の話」「昔のエロス事情の話」「噂のアノ人の話」
「偉人にまつわるエトセトラ」：清少納言からの手紙
- 「現代への遺言」：〜仲良しでは駄目。こころゆくまで競い合える敵こそが、自分に最高の仕事をさせてくれる〜

### 第六回
偉人ゲスト：平清盛（田中要次）
- 番組内コーナー ：「与一のヤブサメルーレット」「偉人にまつわるエトセトラ」

「与一のヤブサメルーレット」の的：「ライバル・源氏の話」「権力の話」「法皇・監禁の話」「金儲けの話」「剃毛の話」「平家蟹の話」
「偉人にまつわるエトセトラ」：那須与一からの手紙
- 「現代への遺言」：〜金と権力の上にあぐらをかいて奢るな！〜

### 第七回
偉人ゲスト：豊臣秀吉（瀬川亮）
- 番組内コーナー ：「与一のヤブサメルーレット」「時空目安箱」

「与一のヤブサメルーレット」の的：「創意工夫の話」「大阪城の話」「中国大返しの話」「太閤検地の話」「刀狩りの話」「ぶどう狩りの話」
「時空目安箱」：仕事が3年続かない太郎からの手紙
- 「現代への遺言」：〜今、やるべき事を寝食小便忘れて没頭する!!〜

### 第八回
偉人ゲスト：伊能忠敬（志賀廣太郎）
- 番組内コーナー ：「与一のヤブサメルーレット」「偉人にまつわるエトセトラ」

「与一のヤブサメルーレット」の的：「飛騨高山の話」「間宮林蔵の話」「世のため人のための話」「実業家・タダタカの話」「天文学者・タダタカの話」「青春まっタダタカな話」
「偉人にまつわるエトセトラ」：高橋景保からの手紙
- 「現代への遺言」：〜好奇心を持ち続けることこそが、人が生きるということ〜

### 第九回
偉人ゲスト：藤原道長（前田健）
- 番組内コーナー ：「与一のヤブサメルーレット」「時空目安箱」

「与一のヤブサメルーレット」の的：「ラッキーボーイの話」「セレブな話」「光源氏の話」「紫式部の話」「摂関政治の話」「蹴鞠の自慢話」
「時空目安箱」：Nさんからの手紙
- 「現代への遺言」：〜国を想うのも、たった一人の民を想うのも、何ひとつ変わりはない〜

### 第十回
偉人ゲスト：徳川吉宗（飯田基祐）
- 番組内コーナー ：「与一のヤブサメルーレット」「偉人にまつわるエトセトラ」

「与一のヤブサメルーレット」の的：「趣味の話」「象が大好きな話」「かわいい大岡越前の話」「享保の改革の話」「米将軍の話」「暴れん坊将軍の話」
「偉人にまつわるエトセトラ」：大岡越前からの手紙
- 「現代への遺言」：〜人の上に立つ者はまず自分を戒める覚悟を持つべきなのだ！〜

### 第十一回
偉人ゲスト：坂本龍馬（姜暢雄）
- 番組内コーナー ：「与一のヤブサメルーレット」「偉人にまつわるエトセトラ」

「与一のヤブサメルーレット」の的：「尊皇攘夷の話」「夢の話」「大政奉還の話」「企業運営の話」「幼少時代の話」「ファッションの話」
「偉人にまつわるエトセトラ」：檜垣直枝からの手紙
- 「現代への遺言」：〜…物事はでっかく見んといかんぜよ…〜

### 第十二回
偉人ゲスト：卑弥呼（荒井萌）
- 番組内コーナー ：「与一のヤブサメルーレット」「偉人にまつわるエトセトラ」

「与一のヤブサメルーレット」の的：「邪馬台国の話」「呪術の話」「魏志倭人伝の話」「聖なる徳の話」「皆既日食の話」「天照大神の話」
「偉人にまつわるエトセトラ」：聖徳太子からの手紙
- 「現代への遺言」：〜歴史は過去のものではない〜

### 第十三回
総集編として、過去に「偉人の来る部屋」へゲストに来た偉人を振り返る。

## 放送リスト
| 話数 | 偉人ゲスト | 脚本                                         | 出演ゲスト等                 | 初回放送日(TOKYO MX) |
| ---- | ---------- | -------------------------------------------- | ---------------------------- | -------------------- |
| 1    | 織田信長   | 日高勝郎                                     | 山中聡                       | 2009年10月5日        |
| 2    | 宮本武蔵   | 日高勝郎・中田真弘                           | 井上正大                     | 2009年10月12日       |
| 3    | 源頼朝     | 日高勝郎                                     | 篠井英介                     | 2009年10月19日       |
| 4    | 新選組     | 市川十億衛門                                 | 永野宗典・ムロツヨシ・本多力 | 2009年10月26日       |
| 5    | 紫式部     | 小栗剛                                       | 野波麻帆                     | 2009年11月2日        |
| 6    | 平清盛     | 地獄谷三番地                                 | 田中要次                     | 2009年11月9日        |
| 7    | 豊臣秀吉   | 市川十億衛門                                 | 瀬川亮                       | 2009年11月16日       |
| 8    | 伊能忠敬   | 日高勝郎                                     | 志賀廣太郎                   | 2009年11月23日       |
| 9    | 藤原道長   | 日高勝郎                                     | 前田健                       | 2009年11月30日       |
| 10   | 徳川吉宗   | 永野たかひろ                                 | 飯田基祐                     | 2009年12月7日        |
| 11   | 坂本龍馬   | 日高勝郎                                     | 姜暢雄                       | 2009年12月14日       |
| 12   | 卑弥呼     | 日高勝郎                                     | 荒井萌                       | 2009年12月21日       |
| 13   | 総集編     | 日高勝郎・小栗剛・地獄谷三番地・市川十億衛門 | -                            | 2009年12月28日       |

## 放送局
| 放送対象地域 | 放送局                  | 放送期間                       | 放送時間                 | 放送系列       |
| ------------ | ----------------------- | ------------------------------ | ------------------------ | -------------- |
| 東京都       | TOKYO MX                | 2009年10月5日 - 2009年12月28日 | 月曜 23時00分 - 23時30分 | 独立UHF局      |
| 神奈川県     | tvk                     | 2009年10月7日 - 2009年12月30日 | 水曜 23時30分 - 24時00分 | 独立UHF局      |
| 北海道       | 北海道テレビ放送（HTB） | 2010年3月1日 - 2010年5月24日   | 月曜 25時15分 - 25時45分 | テレビ朝日系列 |
| 福岡県       | TVQ九州放送             | 2011年1月6日 -                 | 木曜 25時53分 - 26時23分 | テレビ東京系列 |
| 徳島県       | 四国放送(JRT)           | 2012年1月8日 - 2012年4月1日    | 日曜 7時30分 - 8時00分   | 日本テレビ系列 |
| 日本全域     | 時代劇専門チャンネル    | 2014年2月1日 - 2014年2月8日    | 土曜 25時00分 - 28時30分 | BS・CS放送     |

## スタッフ
- 企画・原案：アットムービー
- 監督：片岡K
- プロデュース：森谷雄、今泉潤
- 構成：永野たかひろ
- 脚本：日高勝郎・永野たかひろ・市川十億衛門・小栗剛・地獄谷三番地
- 音楽：横山克
- 制作プロダクション：アットムービー・クリエイティヴ
- 主題歌：「MOL」Yacht.（エピックレコードジャパン）

## その他
- テレビ雑誌「TV Bros.」にて、コラム『偉人の来る部屋外伝』が2009年10月3日号より期間限定で連載中。なお、ドラマ本編との関係はない。